# Thelma, la unicorn
Thelma, la unicorn (títol original en anglès, Thelma the Unicorn) és una pel·lícula de comèdia musical d'animació estatunidenca del 2024 escrita per Jared i Jerusha Hess i dirigida per Jared Hess i Lynn Wang. Basada en la sèrie de llibres infantils d'Aaron Blabey, el repartiment original de veus està format per Brittany Howard com a personatge principal, juntament amb les veus de Will Forte, Jemaine Clement, Edi Patterson, Fred Armisen, Zach Galifianakis, Jon Heder i Shondrella Avery. El film marca el debut com a actor de Howard. S'ha subtitulat al català.
Es va estrenar a Netflix el 17 de maig de 2024 i va ser produïda per Netflix Animation. La pel·lícula va rebre crítiques generalment mixtes i positives.

## Producció
El juny de 2019, es va anunciar que Netflix va adquirir els drets cinematogràfics del llibre infantil d'Aaron Blabey Telma l'unicorn després d'una guerra de preus per desenvolupar una adaptació musical animada. Seria dirigida per Jared Hess (que va escriure el guió amb la seva dona Jerusha) i Lynn Wang i el mateix Blabey com a productors executius al costat de Patrick Hughes. L'abril de 2023 es va anunciar que Pam Coats produiria la pel·lícula. Mikros Animation es va encarregar de l'animació.
El gener de 2024, es va anunciar que Brittany Howard, Will Forte, Jemaine Clement, Edi Patterson, Fred Armisen, Zach Galifianakis, Jon Heder, Maliaka Mitchell i Ally Dixon formarien part del repartiment. Representa la segona col·laboració entre Heder i Hess des de Napoleon Dynamite (2004) i la sèrie de televisió animada homònima del 2012.